# Konstantinos Stamoulis
Konstantinos Stamoulis (13 novembre 1997) è un mezzofondista greco.

## Palmarès
| Anno | Manifestazione   | Sede    | Evento        | Risultato | Prestazione | Note |
| ---- | ---------------- | ------- | ------------- | --------- | ----------- | ---- |
| 2018 | Europei di cross | Tilburg | Corsa U23     | 76º       | 26'04"      |      |
| 2024 | Europei          | Roma    | 10000 m piani | 40º       | 30'09"67    |      |

## Campionati nazionali
2015
- 7º ai campionati greci indoor, 3000 m piani - 8'55"84

2016
- 6º ai campionati greci, 5000 m piani - 15'02"09

2017
- 6º ai campionati greci, 5000 m piani - 14'55"26

2018
- 7º ai campionati greci, 10000 m piani - 30'47"90
- Oro ai campionati greci, 5000 m piani - 14'36"29

2019
- 4º ai campionati greci, 10000 m piani - 30'19"69
- Argento ai campionati greci, 5000 m piani - 14'39"51
- 10º ai campionati greci indoor, 3000 m piani - 8'53"69
- Argento ai campionati greci under-23, 5000 m piani - 14'30"52

2020
- Argento ai campionati greci, 10000 m piani - 30'53"85
- 4º ai campionati greci, 5000 m piani - 14'28"62

2021
- Bronzo ai campionati greci, 10000 m piani - 30'18"91
- Bronzo ai campionati greci, 5000 m piani - 14'25"87
- 7º ai campionati greci di corsa campestre - 31'23"

2022
- Bronzo ai campionati greci, 10000 m piani - 30'06"27
- Oro ai campionati greci, 5000 m piani - 14'12"74
- Argento ai campionati greci di maratona - 2h25'37"
- 5º ai campionati greci indoor, 3000 m piani - 8'30"03
- Bronzo ai campionati greci indoor, 1500 m piani - 4'06"32
- 11º ai campionati greci di corsa campestre - 31'41"

2023
- Argento ai campionati greci, 10000 m piani - 29'57"49
- Argento ai campionati greci, 5000 m piani - 14'36"61
- 7º ai campionati greci indoor, 3000 m piani - 8'31"35

2024
- Oro ai campionati greci, 10000 m piani - 29'20"97
- Oro ai campionati greci, 5000 m piani - 14'26"80
- 4º ai campionati greci di maratona - 2h22'51"
- 5º ai campionati greci di corsa campestre - 30'18"

2025
- Argento ai campionati greci, 10000 m piani - 29'52"52
- 4º ai campionati greci di mezza maratona - 1h07'25"
- Argento ai campionati greci di corsa campestre - 30'19"

## Altre competizioni internazionali
2022
- Argento alla Maratona di Atene ( Atene) - 2h25'37"

2023
- 13º alla Maratona di Atene ( Atene) - 2h28'05"

2024
- 4º alla Maratona di Atene ( Atene) - 2h22'51"

2025
- 16º ai Campionati europei a squadre di atletica leggera ( Madrid), 5000 m piani - 14'26"53